# Toekomst Relegem
Toekomst Relegem is een Belgische voetbalclub uit Relegem. De club ontstond in 1965, maar sloot zich pas in 1971 aan bij de KBVB, waar het het stamnummer 7599 kreeg.

## Geschiedenis
Toekomst Relegem werd in 1965 uit de grond gestampt op initiatief van Francois Van Der Smissen en diens boezemvriend Roger Leleu. De club ging van start in het Katholiek Sportverbond. De club speelde aanvankelijk in het rood-zwart, pas later werden oranje-zwart de clubkleuren. In zijn eerste seizoen speelde de club op een weide die ter beschikking werd gesteld door de latere ere-voorzitter Frans Leemans, daarna verhuisde de club naar het veld van het Militair domein in de Poverstraat, op de grens met Zellik.
In het seizoen 2002/03 eindigde Toekomst Relegem voorlaatste in Vierde provinciale, op dat moment het slechtste resultaat uit de clubgeschiedenis. Daarop werd Geert Vanderidt binnengehaald als trainer. Onder zijn leiding promoveerde de club in 2006 op het veld van buur SV Kobbegem voor het eerst naar Derde provinciale. Een kleine twee jaar eerder, in augustus 2004, was voorzitter Fernand Vunckx overleden. Zijn zoon Filip nam hierop de fakkel over, aanvankelijk als speler-voorzitter.
Vijf jaar na de promotie in 2006 promoveerde Toekomst Relegem opnieuw. De club speelde twee seizoenen in Tweede provinciale, maar zakte toen weer naar Derde provinciale.

## Resultaten
| Seizoen | Klasse | Klasse | Klasse | Klasse | Klasse | Klasse | Klasse | Klasse | Klasse | Reeks                                                    | Punten                                                   | Opmerkingen                                              |
|         | I      | I      | II     | III    | IV     | P.I    | P.II   | P.III  | P.IV   | Vanaf 1952/53 zijn er 4 nationale niveaus                | Vanaf 1952/53 zijn er 4 nationale niveaus                | Vanaf 1952/53 zijn er 4 nationale niveaus                |
| ------- | ------ | ------ | ------ | ------ | ------ | ------ | ------ | ------ | ------ | -------------------------------------------------------- | -------------------------------------------------------- | -------------------------------------------------------- |
| 2005/06 |        |        |        |        |        |        |        |        | 1      | Vierde Prov. Brab.                                       |                                                          |                                                          |
| 2006/07 |        |        |        |        |        |        |        |        |        | Derde Prov. Brab.                                        |                                                          |                                                          |
| 2007/08 |        |        |        |        |        |        |        |        |        | Derde Prov. Brab.                                        |                                                          |                                                          |
| 2008/09 |        |        |        |        |        |        |        |        |        | Derde Prov. Brab.                                        |                                                          |                                                          |
| 2009/10 |        |        |        |        |        |        |        |        |        | Derde Prov. Brab.                                        |                                                          |                                                          |
| 2010/11 |        |        |        |        |        |        |        |        |        | Derde Prov. Brab.                                        |                                                          |                                                          |
| 2011/12 |        |        |        |        |        |        |        |        |        | Tweede Prov. Brab.                                       |                                                          |                                                          |
| 2012/13 |        |        |        |        |        |        |        |        |        | Tweede Prov. Brab.                                       |                                                          |                                                          |
| 2013/14 |        |        |        |        |        |        |        |        |        | Derde Prov. Brab.                                        |                                                          |                                                          |
| 2014/15 |        |        |        |        |        |        |        |        |        | Derde Prov. Brab.                                        |                                                          |                                                          |
| 2015/16 |        |        |        |        |        |        |        |        |        | Derde Prov. Brab.                                        |                                                          |                                                          |
|         | 1A     | 1B     | 1Am    | 2Am    | 3Am    | P.I    | P.II   | P.III  | P.IV   | Vanaf 2016-17 zijn er 3 nationale en 2 regionale niveaus | Vanaf 2016-17 zijn er 3 nationale en 2 regionale niveaus | Vanaf 2016-17 zijn er 3 nationale en 2 regionale niveaus |
| 2016/17 |        |        |        |        |        |        |        |        |        | Derde Prov. Brab. B                                      |                                                          |                                                          |
| 2017/18 |        |        |        |        |        |        |        |        |        | Derde Prov. Brab. C                                      |                                                          |                                                          |
| 2018/19 |        |        |        |        |        |        |        | 5      |        | Derde Prov. Brab. D                                      | 34                                                       |                                                          |
| 2019/20 |        |        |        |        |        |        |        | 4      |        | Derde Prov. Brab. D                                      | 52                                                       | competitie vroegtijdig stopgezet wegens coronapandemie   |
| 2020/21 |        |        |        |        |        |        |        | -      |        | Derde Prov. Brab. D                                      | -                                                        | competitie vroegtijdig stopgezet wegens coronapandemie   |
| 2021/22 |        |        |        |        |        |        |        | 5      |        | Derde Prov. Brab. D                                      | 48                                                       |                                                          |
| 2022/23 |        |        |        |        |        |        |        | 7      |        | Derde Prov. Brab. A                                      | 46                                                       |                                                          |
| 2023/24 |        |        |        |        |        |        |        | 6      |        | Derde Prov. Brab. B                                      | 42                                                       |                                                          |
| 2024/25 |        |        |        |        |        |        |        | 4      |        | Derde Prov. Brab. B                                      | 60                                                       |                                                          |
| 2025/26 |        |        |        |        |        |        |        |        |        | Derde Prov. Brab. A                                      |                                                          |                                                          |

## Bekende (ex-)spelers
- Gilles De Bilde (veteranen)[2]
- Nayel Mehssatou (jeugd)
- Mario Stroeykens (jeugd)